# Too Much (serie de televisión)
Too Much (Sin medida, en español) es una serie de televisión estadounidense de comedia romántica creada por Lena Dunham y Luis Felber. Fue estrenada el 10 de julio de 2025 en Netflix.

## Reparto

### Principal
- Megan Stalter como Jessica
- Will Sharpe como Felix

### Recurrente
- Michael Zegen como Zev
- Prasanna Puwanarajah como  Auggie
- Rita Wilson como Lois Salmon
- Dean-Charles Chapman como Gaz
- Daisy Bevan como Josie
- Rhea Perlman como Dottie
- Emily Ratajkowski como Wendy Jones
- Richard E. Grant como Jonno Ratigan
- Janicza Bravo como Kim Keith Independiente
- Lena Dunham como Nora South
- Oliver Nirenberg como Dash South
- Andrew Rannells como James South
- Leo Reich como Jefe Gibbons
- Naomi Watts como Ann Ratigan
- Adèle Exarchopoulos como Polly
- Adwoa Aboah como Linnea

### Invitado
- Jessica Alba como ella misma
- Kit Harington como el padre de Jessica
- Andrew Scott como Jim Wenlich Rice
- Stephen Fry como Simon Remen
- David Jonsson como Oriel Terrabianco
- Sophia Di Martino como Silvia Violet
- Sonoya Mizuno como Peregrine
- Rita Ora como ella misma
- Jennifer Saunders como Fiona

## Producción
El matrimonio formado por Lena Dunham y Luis Felber es productor ejecutivo de la serie de diez episodios, con Dunham como director y Felber como músico original. Entre los productores ejecutivos también se encuentran Tim Bevan, Eric Fellner, Michael P. Cohen, Surian Fletcher-Jones y Bruce Eric Kaplan, con Camilla Bray como productora. La serie es producida por Working Title Television y por Good Thing Going, propiedad de Dunham.
Megan Stalter y Will Sharpe fueron confirmados en los papeles principales en diciembre de 2023. El rodaje comenzó en Beaconsfield, Buckinghamshire, en febrero de 2024, y se trasladó a Brooklyn, Nueva York, en junio de 2024. El rodaje también tuvo lugar en Londres en 2024.